# Neues Rathaus (München)
Neues Rathaus (tysk for Nye Rådhus) er et rådhus i den nordlige ende af Marienplatz i München i Bayern, Tyskland. Rådhuset bruges af byens regering, inklusive byrådet og borgmestrenes kontorer, samt en mindre del af administrationen.
Opførslen blev påbegyndt i 1867, og det stod færdigt i 1909. Det blev tegnet af den tysk-østrigske arkitekt Georg von Hauberrisser.
Den lokale regering forlod Altes Rathaus for at flytte over i sit nye domicil i 1874.